# Libnotes kusaiensis
Libnotes kusaiensis là một loài ruồi trong họ Limoniidae. Chúng phân bố ở miền Australasia.